# Swinging Turns
De Swinging Turns is een stalen hangende achtbaanmodel van de Nederlandse achtbaanbouwer Vekoma. Er zijn in totaal 3 exemplaren gebouwd.

## Hangende achtbaan
De Swinging Turns is een hangende achtbaan, wat niet hetzelfde is als de bekendere omgekeerde achtbaan. Bij een omgekeerde achtbaan volgt de trein de oriëntatie van de baan, terwijl bij hangende achtbanen scharnierpunten en schokbrekers tussen de trein en de rail zitten waardoor de trein een natuurlijkere beweging maakt en veel soepeler door de baan gaat. Nadeel van deze soepelheid is dan weer dat een hangende achtbaan geen inversies kan maken.
Deze scharnierwerking is bij een Swinging Turns-achtbaan goed te zien wanneer de trein in de eindremmen gaat en nog een paar keer van links naar rechts slingert nadat hij al tot stilstand is gekomen.

## Air Race
Het eerste exemplaar zag het licht als Air Race in Bobbejaanland in 1987. Dat was de vierde hangende achtbaan ter wereld en de eerste in Europa, en is sinds 2009 tevens de oudste nog werkende ter wereld.

## Overige exemplaren
De andere twee exemplaren zijn Sky Coaster in het Thaise Dream World en Grampus Jet in het Japanse Greenworld, allebei geopend in 1994. Deze laatste is wel eerder gebouwd en stond in 1988 in het World Expo Park in Australië onder de naam Centrifuge.

## Eigenschappen
Op een Swinging Turns-baan reden oorspronkelijk treinen die eruitzagen als een standaard achtbaantrein, maar die dan onder de baan hing in plaats van erop te rijden. Dit waren treinen met 6 wagons die elk plaats boden aan 2 rijen van 2 personen, voor een totaal van 24 personen per trein. Twee van de drie banen zijn uitgerust met een wisseltrack voor een tweede trein. Een klein stukje rail net voor het station kan ondersteboven draaien om zo de tweede trein op de baan te rijden. Het tweede gebouwde exemplaar, Sky Coaster in Dream World, heeft deze wisseltrack niet, maar er is wel plaats voor tussen de supports, waarschijnlijk omwille van het standaard ontwerp van de baan.
Op twee van de drie exemplaren, de oudste twee, zijn de originele treinen inmiddels vervangen door treinen met een uiterlijk zoals die van omgekeerde achtbanen. Deze zijn wel een kleine capaciteitsdaling ten opzichte van de originele treinen: ze zijn 10 rijen lang voor een totaal van 20 personen per trein.